# Rick Bass
Rick Bass (Fort Worth, Tejas, 7 de marzo de 1958) es un escritor estadounidense perteneciente a la corriente del nature writing.

## Biografía
Es hijo de un geólogo de Tejas. Rick Bass obtiene su diploma de geología en la Universidad de Utah en 1979. Entre 1979 y 1987 trabaja como geólogo petrolero en Jackson (Misisipi). Admirador de Jim Harrison, empieza a escribir sus primeros cuentos en aquella época.
En 1987, Rick Bass aspira a más aislamiento para dedicarse a la escritura y decide instalarse junto a su esposa en el Valle del Yaak, en el extremo noroeste del Estado de Montana, cerca de la localidad de Troy. Una vez allí, se dedica a la preservación del entorno de ese lugar, en particular oponiéndose a la construcción de carreteras y la explotación forestal. A través de sus escritos (cuentos, novelas y ensayos), Rick Bass siempre trata de temáticas medioambientales y de la desaparición de la naturaleza salvaje.

## Obras

### Ficción
- The Watch (1989) cuentos
- Platte River (1993) cuentos
- In the Loyal Mountains (1995) cuentos
- The Sky, the Stars, the Wilderness
- Fiber (1998) cuento
- Where the Sea Used to Be, cuentos
- The Hermit’s Story (L'Ermite) (2002) cuentos
- The Diezmo (La Décimation) (2005) novela
- The Lives of Rocks (La Vie des pierres) (2006) cuentos
- Nashville Chrome (2012)
- All the Land to Hold Us novela
- For a Little While (2016) cuentos

### Ensayos
- The Deer Pasture (1985) - College Station: Texas A & M University Press, 1985. Reprinted by Norton, 1996.
- Wild to the Heart (1987) - New York: Norton, 1987.
- Oil Notes (1989)
- Winter : Notes from Montana (Winter) (1991)
- The Ninemile Wolves (1992) - Clark City Press, 1992. New York: Ballantine Books, 1993. New York: Houghton-Mifflin, 2003.
- The Lost Grizzlies : A Search for Survivors in the Wilderness of Colorado
- The Book of Yaak'
- The New Wolves : The Return of the Mexican Wolf to the American Southwest (1998) - New York: Lyons Press, 1998.
- Postwar Paris : Chronicles of a Literary Life (1999) Portfolio - The Paris Review 150 (Spring 1999).
- Brown Dog of the Yaak : Essays on Art and Activism (1999) - Minneapolis: Milkweed Editions, 1999.
- Colter : The True Story of the Best Dog I Ever Had (Colter) (2000)
- The Roadless Yaak : Reflections and Observations About One of Our Last Great Wilderness Areas (2002) - New York: Lyons Press, 2002.
- Caribou Rising : Defending the Porcupine Herd, Gwich-’in Culture, and the Arctic National Wildlife Refuge (2004) - Sierra Club Books, 2004.
- Why I Came West : A Memoir (2008) - Houghton Mifflin Harcourt, 2008.
- The wild marsh : four seasons at Home in Montana
- The Black Rhinos of Namibia: Searching for Survivors in the African Desert (non traduit)(2012). - Houghton Mifflin Harcourt, 2012.